# Фронт освобождения Бретани
Фронт освобождения Бретани (брет. Talbenn Diebiñ Breizh, фр. Front de Libération de la Bretagne) — французская радикальная организация бретонского народа, созданная в 1963 г. и ставившая своей целью создание независимого государства на территории Бретани. Имела два вооружённых крыла: леворадикальную революционную и республиканскую армии Бретани.